# 장리앙
장리앙(중국어 간체자: 张立昂, 정체자: 張立昂, 병음: Zhāng Lì'áng, 한자음: 장립앙, 영어: Marcus Chang 마커스 장[*], 1983년 5월 28일 ~ )은 타이완의 가수, 배우이다.

## 출연작
- 2014년 《카페, 한 사람을 기다리다》 (等一個人咖啡) - 양택우(楊澤于) 역할
- 2015년 《제3자》 (致,第三者) - 장진륜(張振倫) 역할
- 2016년 《1989 일념간》 (1989一念間, 싼리 텔레비전) - 진철(陳澈) 역할
- 2016년 《파우스트의 미소》 (浮士德的微笑) - 조이정(趙以霆) 역할
- 2018년 《삼명치여해적역습》 (三明治女孩的逆袭) - 낙승개(駱承凱) 역할
- 2019년 《유튜버의 미친 세상》 (网红的疯狂世界) - Roy 역할
- 2020년 《낭만수급니》 (浪漫输给你) - 하천행(賀天行)·사도 오연(司徒 傲然) 역할